# 니시지마 요스케
니시지마 요스케(일본어: 西島 洋介)는 일본의 권투 선수, 격투기 선수, 종합격투기 선수다. 1973년생으로, 국적 일본에서 태어났다.

## 생애

### 이름
니시지마 요스케(영어: Yosuke Nishijima)이다.

### 종합 타격 전적
- 5전 0승 5패(0 KO)

| 경기일자         | 상대                  | 결과 | 내용                          | 대회                               |
| ---------------- | --------------------- | ---- | ----------------------------- | ---------------------------------- |
| 2007년 12월 31일 | 멜빈 맨호프           | 패   | 1R 1분 58초 KO                | K-1 다이너마이트 2007              |
| 2006년 10월 21일 | 필 바로니             | 패   | 1R 3분 20초 키무라            | Pride 32 - the real deal           |
| 2006년 9월 10일  | 에반겔리스타 사이보그 | 패   | 1R 2분 33초 리어네이키드 초크 | Pride - Final Conflict Absolute    |
| 2006년 5월 5일   | 요시다 히데히코       | 패   | 1R 2분 33초 트라이앵글 초크   | Pride - Total Elimination Absolute |
| 2006년 2월 26일  | 마크 헌트             | 패   | 3R 1분 18초                   | Pride 31 - Dreamers                |

### 입식 타격 전적
- 2전 0승 2패(0 KO)

| 경기일자         | 상대      | 결과 | 내용    | 대회                  |
| ---------------- | --------- | ---- | ------- | --------------------- |
| 2009년 12월 31일 | 레이 세포 | 패   | 3R 판정 | K-1 다이너마이트 2009 |
| 2009년 8월 11일  | 피터 아츠 | 패   | 3R 판정 | K-1 WGP 2009 in Tokyo |

### 정보
주 베이스는 복싱이다. 복싱 선수로써 활약을 하다가 MMA선수로 전향하게 된다. 그의 대표적인 명승부라면 마크 헌트와의 팽팽한 접전이었다. 아쉽게 패배했지만 당시의 명승부로 보자면 팬들의 기대를 한몸에 받았지만 다음 시합때마다 서브미션이나 KO로 연속 패배하면서 실적이 안좋아졌다.

## 타이틀
- 제6대 동태평양 복싱 연맹 크루져급 챔피언（0번 방어）
- 초대 키타요네 복싱 기구 크루져급 챔피언（1번 방어）
- 제8대 세계 복싱 기금 크루져급 챔피언（0번 방어）